# Gustav Hensel (Fußballspieler)
Carl Ernst Gustav Hensel (* 23. Oktober 1884 in Kassel; † 29. August 1933 in Bremen) war ein deutscher Fußballspieler.

## Karriere

### Vereine
Hensel, ein kräftiger, schneller Rechtsaußen, gehörte von 1903 bis 1909 dem Casseler FV 95 an, für den er in der 1. Klasse im Verband Casseler Ballspielvereine, ab der Saison 1906/07 im Rheinisch-Westfälischen Spiel-Verband, spielte. Als erster Meister der 1. Klasse war er mit der Mannschaft als Teilnehmer an der Endrunde um die Deutsche Meisterschaft 1904 qualifiziert. Doch das Aus für ihn und seine Mannschaft kam bereits am 8. Mai 1904 im Auftaktspiel bei der 3:5-Niederlage gegen den Duisburger SpV. Als Bezirksmeister Hessen drang er in der nachfolgenden Endrunde bis ins Finale um die Westdeutsche Meisterschaft vor, das am 24. März 1907 gegen den Düsseldorfer FC 99 jedoch mit 0:7 deutlich verloren wurde.

### Nationalmannschaft
Im Jahr 1904 hätte er wohl mit der deutschen Auswahl am olympischen Fußballturnier im nordamerikanischen St. Louis teilnehmen können, wenn der DFB auf die Entsendung einer Mannschaft aus Kostengründen nicht verzichtet hätte. Vier Jahre später, am 5. April 1908, fand das erste offizielle Länderspiel einer deutschen Nationalmannschaft statt, der Hensel angehörte. Bei der 3:5-Niederlage gegen die Schweizer Nationalmannschaft in Basel leitete er mit einer Flanke das erste deutsche Länderspieltor, dem Treffer zum 1:0 durch Fritz Becker, ein.

## Erfolge
- Zweiter der Westdeutschen Meisterschaft 1907
- Bezirksmeister Hessen 1907, 1909
- Meister des Verbandes Casseler Ballspielvereine 1904

## Sonstiges
Der aus Kassel stammende Gustav Hensel zog sich im Jahr 1909 vom aktiven Fußballsport zurück, um sich auf seinen Beruf als Weinhändler zu konzentrieren. Er lebte zuletzt in Bremen, wo er mit nur 48 Jahren 1933 verstarb.